# 薩德基-斯特羅伊夫卡

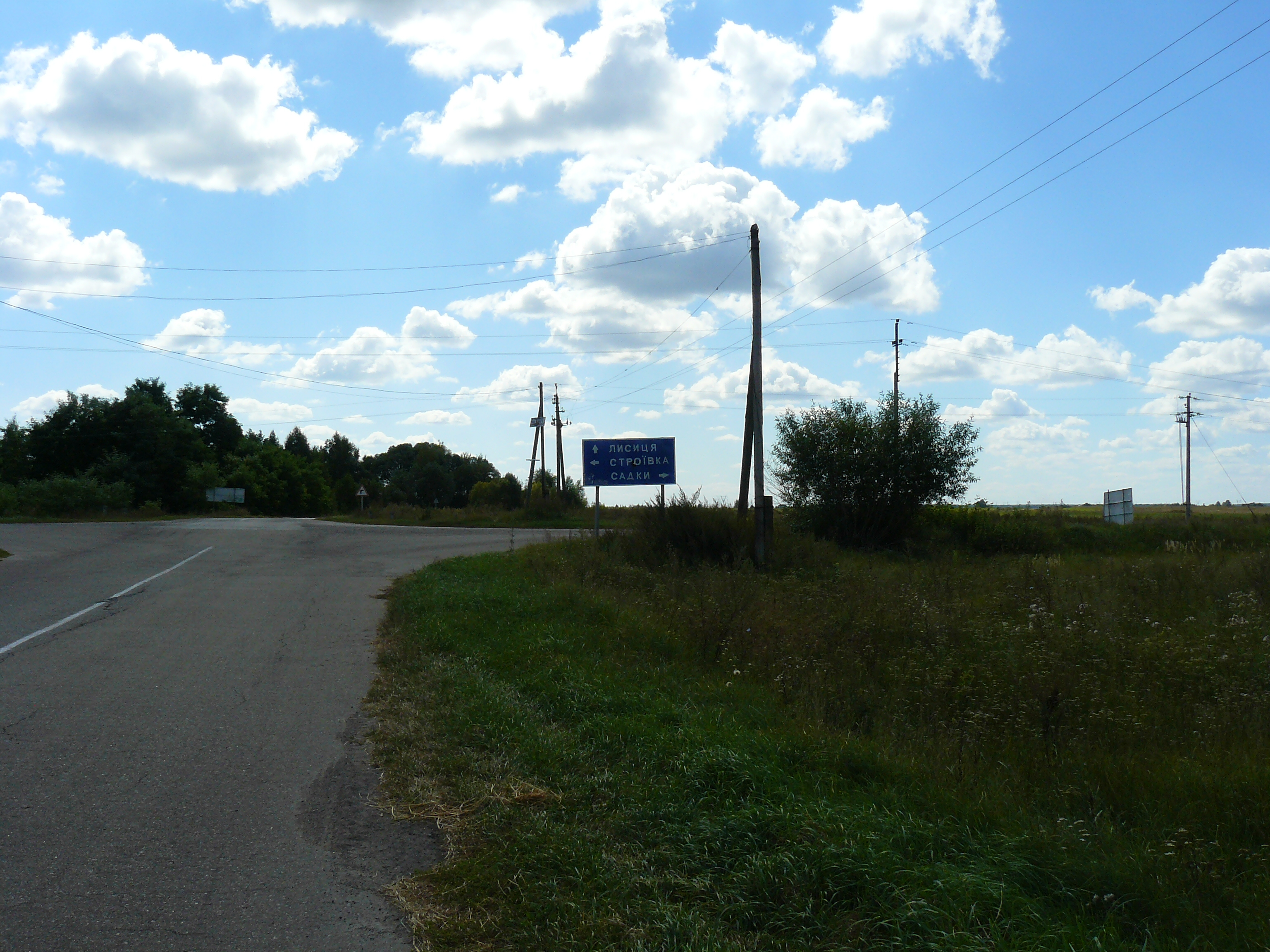

50°25′45″N 29°32′36″E / 50.42917°N 29.54333°E
薩德基-斯特羅伊夫卡（烏克蘭語：Садки-Строївка）是位於烏克蘭北部的村莊，由基辅州布恰区的馬卡里夫市鎮負責管轄。該村面積1.61平方公里，海拔高度182米，2001年人口90，人口密度每平方公里76.4人。